# Denise Alexander
Denise Alexander (Nueva York, 11 de noviembre de 1939-5 de marzo de 2025) fue una actriz estadounidense, reconocida por interpretar el papel de Lesley Webber en General Hospital, un rol que interpretó originalmente entre 1973 y 1984, 1996 y 2009 y en una aparición especial en 2013, en honor a los cincuenta años de la serie.

## Carrera
Alexander nació en la ciudad de Nueva York y se crio en Long Island. Se mudó a Los Ángeles cuando su padre, Alec Alexander, un agente de talento que manejaba personajes notables como Frank Gorshin y Sal Mineo, decidió cambiar de costa. Alexander trabajó en televisión y radio mientras estudiaba tercer año en UCLA. Hizo su debut en el cine a los catorce años, en la película de John Cassavetes, Crime In The Streets.
Alexander inicialmente irrumpió en el género de la telenovela interpretando a Lois Adams en The Clear Horizon en 1960. Su gran oportunidad en los telenovelas llegó a través del papel de Susan Hunter Martin en Days of Our Lives de 1966 a 1973. En 1973, el personaje de Susan se retiró temporalmente del programa durante las negociaciones contractuales con Alexander. ABC Daytime se apresuró a ofrecerle un contrato para unirse al elenco de General Hospital.

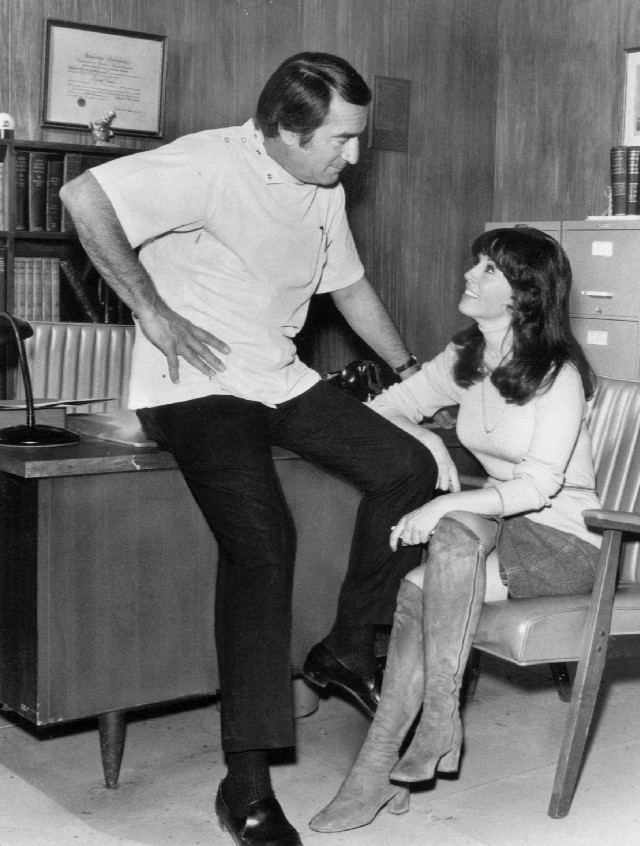
Alexander con John Beradino en General Hospital, 1973.

En General Hospital actuó durante once años como una de las protagonistas más populares de la serie, abandonando en 1984 después de una disputa contractual. En 1986 le ofrecieron un gran salario para interpretar a la matriarca McKinnon en Another World. Viajar desde su casa en Los Ángeles al estudio de Another World en la ciudad de Nueva York resultó ser difícil para ella, por lo que dejó el programa, filmando su última escena en 1989, pero regresando brevemente para una aparición especial en 1991. En 1996 retomó el papel de Lesley en General Hospital y lo interpretó de forma recurrente hasta 2009, cuando el personaje simplemente desapareció de la vista. Repitió el papel para el aniversario 50 del programa en 2013 y permaneció en la serie como un personaje recurrente. Alexander repitió su papel en el General Hospital a fines de diciembre de 2017 por un breve período.